# Nullo
O termo nullo, nulla, nulle ou nullx (ou smoothie) refere-se a uma subcultura extrema de modificação corporal composta principalmente por pessoas (principalmente homens) que tiveram os seus órgãos genitais (e às vezes também os seus mamilos) removidos cirurgicamente. Nullos não são necessariamente transgênero; a maioria se identifica como eunuco. Os homens nullos geralmente são assexuais ou gays. O termo nullo é a abreviação de nulificação ou anulação genital. Embora o procedimento seja feito principalmente por homens, há mulheres que também voluntariamente fecham a vagina e removem o clitóris.
Um dos nullos mais famosos é Mao Sugiyama, um artista japonês e ativista assexual que, em 2012, teve os seus genitais removidos, cozinhados e servidos a convidados pagantes num banquete público. O canibalismo não é um crime sob a lei japonesa. Sugiyama, que usa o apelido "Ham Cybele", também teve os seus mamilos removidos.
O termo sexo nulo e assexo (dessexuado ou assexuado), pode se referir a tanto a características altersexuais quanto a intersexo, como é o caso da agenesia gonadal (afálica) e agenesia mulleriana (avaginal ou vaginal), se aplicando também a nulles/nules/nulx.